# Köljö
Köljö är en ö i Finland. Den ligger i Bottenhavet och i kommunen Raumo i den ekonomiska regionen  Raumo ekonomiska region i landskapet Satakunta, i den sydvästra delen av landet. Ön ligger omkring 47 kilometer söder om Björneborg och omkring 220 kilometer nordväst om Helsingfors.
Öns area är 2 hektar och dess största längd är 230 meter i sydöst-nordvästlig riktning.